# آن هندرسون (كاتبة)
آن هندرسون (بالإنجليزية: Anne Henderson)‏ هي كاتِبة أسترالية، ولدت في 11 نوفمبر 1949 في ملبورن في أستراليا.